# Джордж Тупоу I
Джордж Тупоу I (George Tupou I; 4 декабря 1797 — 18 февраля 1893) — первый король и основатель Королевства Тонга (1845—1893).
При правлении Джорджа Тупоу I на островах был издан первый свод законов. Ему удалось справиться с внутренними конфликтами на архипелаге и в 1845 году объединить острова в единое государство. Джордж Тупоу I смог сохранить монархию, когда Тонга перешла под управление Великобритании. Его прозвищем было Лопа-укамеа, что означает «железный трос».
На момент кончины в 1893 году, являлся самым пожилым действующим главой государства на планете.

## Биография

### Рождение
Родился около 1797 года на Тонга. Часто в качестве дня рождения указывается 4 декабря, этот же день является национальным праздником Тонга, однако в этот день в 1845 году состоялась коронация Джорджа Тупоу I в качестве 19-го туи-канокуполу. В качестве места рождения часто указывается остров Тонголелека и располагавшаяся на нём до землетрясения 2006 года больница, однако доказательств этому не представлено, и острова Лифука и Тонгатапу также указываются как место рождения.
Отцом Тупоу I был Тупоутоа, претендовавший на титул 17-го туи-канокуполу, однако не признанный в этом качестве вождями Тонгатапу, так как имел недостаточно высокий ранг как пришелец с островов Хаапай. Мать Тупоу I, Хоамофалеоно, на Тонгатапу опасалась за свою жизнь, поэтому вместе с сыном перебралась на Хаапай, по всей видимости, в первый год после его рождения.
Тупоутоа был главным советником клана Ха-а Хавеа Лахи. В момент рождения сына он находился на Хаапай, собираясь убить Тупоуниа и Улукалала, чтобы отомстить за смерть своего отца, Туку-ахо. Тот был известен жестокостью и видел угрозу во всех, включая вождей Ха-а Хавеа Лахи. Он сжёг колонию Фангале-оунга, возглавляемую Ма-афутуку-и-аулахи и вынудил вождя Ниукапу искать защиты у Ха-аталафале Ту-ипелехаке. В результате эти вожди поддержали в качестве туи-канокуполу Тупоу Мохеохо, а не отца Туку-ахо, Мумуи. Действия Туку-ахо против Ха-а Хавеа, несмотря на то, что Ниукапу не был членом клана, были восприняты как потеря власти и неуважение к территориальным границам. В результате братья и сестры Туку-ахо, а также его потомки, стали враждебно относиться к Ха-а Хавеа.

### Коронация
Джордж Тупоу стал туи-хаапай (королём Хаапай) перед смертью отца в 1820 году. В наследство ему достался конфликт с вождями Тонгатапу, в частности, с Лауфилитонга, последним туи-тонга (верховным правителем Тонга), который пытался распространить своё влияние как духовного лидера на политику. Кульминацией этой борьбы стало сражение при Велате в 1826, в котором Лауфилитонга потерпел поражение. Важным союзником Тупоу в сражении был вождь острова Хаафева.
Стало ясно, что Тупоу не удовольствуется властью над Хаапай. Чтобы его остановить, в 1827 году вожди Тонгатапу избрали Лауфилитонгу туи-тонга, а дядю Тупоу, Алеамоту-а, — 18-м туи-канокуполу, предотвратив таким образом вторжение, так как сражения между членами семью считалось бесчестьем. Несмотря на это, Тупоу в 1831 году принял крещение и провозгласил себя королём Тонга Джорджем.
Его следующая цель определилась взаимоотношениями с Финау Улукалала III, правителем Вавау. После смерти Финау, Тупоу стал в 1833 году туи-вавау (королём Вавау). Чтобы получить поддержку со стороны христианских миссионеров, в 1839 году Тупоу освятил Тонга.
В 1830-е годы Джордж Тупоу находился в Веитатало на Вавау. На острове царили мир и процветание. При этом на Тонгатапу шла жестокая гражданская война, местные вожди боролись друг с другом. Тупоу направлял на остров отряды таутахи («морских воинов»), жестоких бойцов с островов Вавау и Хапай. Но захватить Тонгатапу он мог только после смерти Алеамоту-а. Вождей принудили к подчинению, и 4 декабря 1845 года в Коловаи он был объявлен туи-канокуполу. Вскоре были покорены острова Ниуафооу и Ниуатопутапу. Остров Эуа фактически захвачен не был, но поставлял Тупоу оружие и снаряжение.
В 1852 году сдался последний независимый вождь, Такай Мо Фае. Король Джордж Тупоу стал единоличным правителем всей Тонга. При нём в политике островов произошли многочисленные изменения. Он отменил феодальную зависимость на Вавау в 1835 году и издал Кодекс Вавау в 1838 году (первый письменный свод законов на Тонга). Но остальных островах зависимость официально не отменялась. 4 июня 1862 года был открыт парламент — этот день отмечается как национальный праздник.
Пангаи-Хаапай стал первой столицей королевства в 1845 году. Затем в 1851 году столица была перенесена в Нукуалофа. 4 ноября 1875 года была введена в действие конституция Тонга и государство официально получило статус монархии. Именно с этого момента полным именем короля стало Джордж Тупоу I, король Тонга (по этой причине официальным началом правления Тупоу могут указываться как 1845, так и 1875 год).

### Смерть
Джордж Тупоу I умер в 1893 в возрасте 95 лет после купания в море рядом с дворцом. Он был похоронен на Новом королевском кладбище (New Royal Cemetery) в Малаэкула. Он пережил собственных детей, поэтому наследником стал дважды правнук Джордж Тупоу II: сын Элисивы Фусипалы Тауки-онетуку, дочери наследного принца Тевита Унга, и сына Сиа-оси Фатафехи Тоутаитокотаха дочери короля Салоте Пилолеву Мафиле-о.

## Наследие
Благодаря правлению короля Джорджа Тупоу I история Тонга заметно отличается от истории других государств Полинезии. Ему удалось сохранить монархию, когда Тонга перешла под управление Великобритании.
Во время поездки в Австралию в 1853 году он увидел бродяг и спросил, что с ними случилось. Ему объяснили, что эти люди не имеют работы, поскольку не владеют землёй. В результате в конституции Тонга появилось положение, допускающее владение землёй только коренными жителями Тонга. Это положение действует до сих пор.